# Colegio de Ingenieros de Chile
El Colegio de Ingenieros de Chile o Colegio de Ingenieros de Chile Asociación Gremial es una Asociación Gremial de Chile. Pueden formar parte del Colegio de Ingenieros de Chile A.G., todas las personas que se encuentren en posesión de los títulos de Ingeniero Civil o Comercial o sus equivalentes, otorgados por Universidades Chilenas reconocidas por el Estado.

## Historia

### Antecedentes
El 6 de febrero de 1958 fue promulgada en Chile la Ley que crea el Colegio de Ingenieros de Chile. Habían pasado dos años desde el inicio de complejas negociaciones destinadas a conformar una institución capaz de resguardar el bien logrado prestigio de sus profesionales. En este período ocupó una oficina que le facilitó el Instituto de Ingenieros de Chile en su sede ubicada en calle San Martín 352, Santiago.
En mayo de 1959 se trasladó a su primera sede, en calle Morandé 348 en el Centro de Santiago. En esta sede se realizaron las primeras elecciones generales entre los períodos del 1 y 15 de junio y luego del 1 y 20 de julio de 1959. Como resultado de estas elecciones se constituyó el Primer Consejo General del Colegio de Ingenieros, de Chile, para el período 1959 a 1962. Domingo Tagle De la Barra fue elegido presidente; José De Mayo Levy, vicepresidente; Germán Robino Rossi, secretario y tesorero.
En 1960 el Colegio de Ingenieros adquiere la mitad del piso 8º del edificio ubicado en Alameda Bernardo O'Higgins 1170, Santiago y lo convierte en su nueva sede. En julio de 1963 se incorporaron al Colegio de Ingenieros los egresados del Instituto Técnico Ferroviario Carlos Arias Martínez.
El 18 de noviembre de 1992 se inaugura la Sede Nacional del Colegio de Ingenieros de Chile ubicada en Avenida Santa María 0506, Comuna de Providencia, Santiago, en la antigua casa de don Mariano Puga, la cual fue remodelada, rescatando el carácter arquitectónico de su acceso, fachada y volumetría, y posteriormente ampliada. 
En diciembre de 2016, el Colegio se traslada temporalmente, mientras se termina la construcción de su nuevo edificio, a Nueva de Lyon 145, piso 9, Providencia, Santiago. 
En mayo de 2018, ya terminado el nuevo edificio, el Colegio vuelve a operar en Av. Santa María 0506, Comuna de Providencia, Santiago.
A solicitud del Colegio de Ingenieros de Chile, el Ministerio del Interior de la República de Chile, estableció el 14 de mayo como el Día Nacional de la Ingeniería, la que coincide con el terremoto ocurrido en 1647, en el que se realizó una enorme labor de reconstrucción. 

### Presidentes
- 1958 - 1960 Ing. Domingo Tagle de la Barra
- 1960 - 1962 Ing. Raúl Matus Ugarte
- 1962 - 1971 Ing. Mario Durán Morales
- 1971 - 1978 Ing. Eduardo Arriagada Moreno
- 1978 - 1981 Ing. Manuel Pinochet Sepúlveda
- 1981 - 1982 Ing. Hans Weber Munnich
- 1982 - 1988 Ing. Eduardo Arriagada Moreno
- 1988 - 1989 Ing. Modesto Collados Núñez
- 1989 - 1991 Ing. Gustavo Benavente Zañartu
- 1991 - 1996 Ing. Máximo Honorato Álamos
- 1996 - 1998 Ing. Carlos Andreani Luco
- 1998 - 2000 Ing. Máximo Honorato Álamos
- 2000 - 2004 Ing. Fernando García Castro
- 2004 - 2008 Ing. Máximo Honorato Álamos
- 2008 - 2014 Ing. Fernando Agüero Garcés
- 2014 - 2018 Ing. Cristian Hermansen Rebolledo
- 2018 - 2022 Ing. Arturo Gana De Landa
- 2022 - presente Ing. Hernán de Solminihac Tampier

## Ingenieros Distinguidos
El Colegio de Ingenieros de Chile inauguró en julio de 1980 la Galería de los Ingenieros Ilustres, donde han sido colocados los retratos de los Ingenieros Distinguidos por la Orden, en un homenaje póstumo de reconocimiento a su contribución.
- Ing. Gustavo Lira, Profesor, Decano y Rector de la Universidad de Chile, Maestro de la enseñanza de la Ingeniería.
- Ing. Justicia Acuña, Primera mujer ingeniero de Chile y Sudamérica.
- Ing. Eduardo Aguirre, Fundador y Presidente de la Asociación de Ingenieros de Chile y profesor de la Escuela de Ingeniería de la Universidad de Chile.
- Ing. Jorge Alessandri, Presidente de la República y miembro Honorario de la Orden.
- Ing. Francisco Pastene,
- Ing. Francisco Domínguez,
- Ing. Reinaldo Von Kretschmann,
- Ing. Raúl Sáez,
- Ing. Raúl Devés,
- Ing. Pierre Lehmann,
- Ing. Federico Corssen,
- Ing. Arturo Arias,
- Ing. Elías Arze Loyer,
- Ing. Ernesto Ayala Oliva,
- Ing. Rodrigo Flores Álvarez,
- Ing. Modesto Collados Nuñez,